# 周志偉
周志偉（1502年—？），字士器，號朝陽，江西南康府安義縣人，民籍，明朝政治人物。

## 生平
嘉靖四年（1525年）乙酉科江西鄉試第八十九名舉人，嘉靖八年（1529年）中式己丑科會試第一百三十六名，二甲第六十五名進士。任工部主事，清理蘆課，改釐夙弊。十七年升台州府知府，治河賑荒，民建生祠。歷四川副使，彝苖服心，番人塑像。居家恬退。

## 著作
所著有《陽山集》及《台州倡和集》。

## 家族
曾祖周勉政；祖父周銘；父周仲文。前母涂氏；母余氏；繼母張氏。永感下。